# Petr I. Bretaňský
Petr I. Bretaňský, zvaný Mauclerc čili špatný klerik (1191 – 22. června 1250) byl bretaňský vévoda z dynastie Dreux, účastník několika kruciát, štědrý donátor katedrály v Chartres, mecenáš trubadúrů a autor dvorské poezie.

## Sňatek s dědičkou

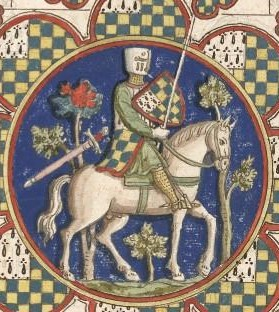
Mauclerc jako rytíř (nákres vitráže v příčné lodi katedrály v Chartres)

Petr byl mladším synem Roberta z Dreux a z otcovy strany byl pravnukem francouzského krále Ludvíka VII. Jako druhorozený měl neuvěřitelné štěstí, když jej král Filip II. za horlivé podpory bretaňské šlechtyroku 1213 oženil s mladičkou osiřelou dědičkou Bretaně Alix. Z manželství se narodily tři děti a narození toho posledního zaplatila Alix životem. Z posledních let manželství pochází zpodobnění Petra, Alix a obou starších dětí na vitrážích jižní rozety v katedrále Notre-Dame v Chartres, kterou Petr částečně financoval. Po manželčině smrti se stal Mauclerc poručníkem (baillistre) nezletilého syna Jana.
Mauclerc jako nový vévoda uvalil na své vazaly omezení obvyklá v Île-de-France a požadoval od nich materiální a vojenskou pomoc a kontroloval stavbu hradů. Začal také ovlivňovat místní zvyklosti jako právo na zboží ze ztroskotaných lodí a proslavil se útoky na světský majetek církve, což nejvíce pocítil biskup z Nantes. Své šlechtice také rozezlil hrabivostí, které se dopouštěl v okamžiku, kdy se do jeho rukou dostal majetek zesnulého leníka a zvláště s nedospělými dědici. Roku 1223 Mauclerc sice úspěšně bojoval se sousedem Amaurym z Craonu, ale roku 1230 se přesto dočkal vzpoury svých vazalů. Ti nakonec přísahali, že podpoří právo Mauclercova prvorozeného na bretaňské vévodství.

## Politika

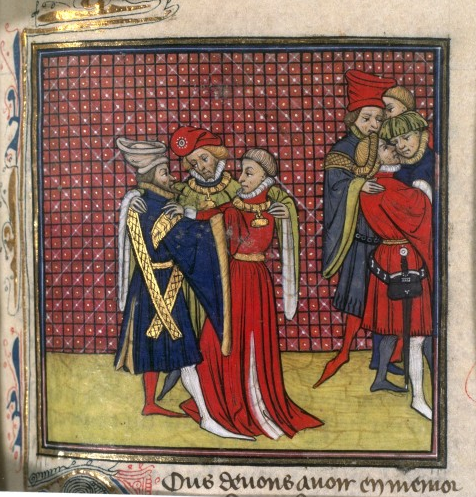
Petr se svými společníky, vzbouřenci proti koruně (iluminace z 15. století)

K francouzské koruně byl Mauclerc zpočátku velmi loajální. Ludvíka VIII. doprovázel roku 1216 při invazi do Anglie, když chtěl získat po smrti Jana Bezzemka anglický trůn a podílel se i na výpravě proti albigenským a obléhání Toulouse. Po návratu do Bretaně se mu podařilo potlačit vzpouru místní šlechty. Roku 1224 se zúčastnil francouzského obléhání Niortu a La Rochelle a o dva roky později při obléhání Avignonu opustil řady křižáků a vrátil se domů, což francouzská koruna chápala jako zradu.
Změnil politický názor a v touze po vlastní mocenské základně se přiklonil k anglickému králi Jindřichovi, jenž mu nabízel richmondské hrabství a výhodný sňatek. Po smrti Ludvíka VIII. byl tak jedním z nespokojených buřičů, jež organizovali vzpoury proti regentské vládě královny vdovy. V roce 1227 se spojil s Filipem Hurepelem, strýcem krále a Enguerrandem z Coucy. 16. března 1227 podepsal společně s Hugem z Lusignanu ve Vendôme mírovou smlouvu s francouzskou korunou. Roku 1229 mu královna dobyla údajně nedobytný hrad Bellême a Mauclerc následně v Londýně složil hold anglickému král, nabídl mu ruku své dcery a podporoval jeho aktivity proti Francii.
Pokořen byl roku 1234, kdy se poddal francouzskému králi Ludvíkovi IX. Roku 1237 dosáhl syn Jan zletilosti a Mauclercovi zůstala jen vláda v La Garnache a Montaigu. Začal se nazývat rytířem z Braine. O dva roky později se opět vydal na dráhu křižáka a v rámci pokání vytáhl z Aigues-Mortes společně s bývalými společníky Hugem z Lusignanu a Theobaldem ze Champagne na křížovou výpravu do Akkonu. Velel vítězné bitvě u Damašku. Po návratu domů několikrát zvítězil v námořních bitvách proti Anglii.

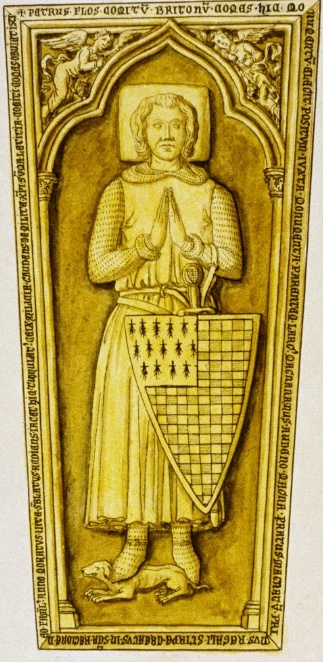
Nákres vévodova náhrobku (klášter Braine)

Zúčastnil se egyptského tažení krále Ludvíka IX. a dobytí Damietty v červnu 1249. 8. února 1250 patřil k předvoji králova bratra Roberta a zúčastnil se fatálního útoku na pevnost al-Mansura. Petr byl jedním z mála, kterým se podařilo uniknout zaživa z města, ale byl těžce zraněný.
| „                   | ... dojel hrabě Petr Bretaňský, který se vracel přímo od Mansurah a byl raněn ranou mečem do tváře, takže měl ústa plné stékající krve... | “ |
| — Jean de Joinville | |   |

 V křižáckém táboře se začala šířit epidemie pravděpodobně díky vodě plné mrtvých těl. Nemocný král i zubožené vojsko bylo Egypťany obklíčeno a zajato. Dne 6. dubna 1250 se do rukou mameluků dostal i Petr Mauclerc a vážně onemocněl. Díky vyjednávání Markéty Provensálské byl král a jeho rytíři výměnou za Damiettu a 400 000 liver propuštěni. Petra Mauclerca s sebou vzali první křižáci vracející se do vlasti.
| „                   | ...byl tak nemocen, že se dožil již pouze tří týdnů a zemřel na moři... | “ |
| — Jean de Joinville |                                                                         |   |

Vévoda podlehl následkům vážného zranění z Mansurahu a pohřben byl v premonstrátském klášteře Braine, rodovém pohřebišti hrabat z Dreux. V katedrále v Chartres je zpodobněn nejen jako pokorný donátor, ale také na vitráži v příčné lodi jako rytíř na koni ve společnosti dalších významných pánů své doby, kteří patřili mezi aktivní křižáky.